# Nieuwebrug (Frise)
Pour les articles homonymes, voir Nieuwebrug.
Nieuwebrug est un village situé dans la commune néerlandaise de Heerenveen, dans la province de la Frise.

## Toponymie
Nieuwebrug, dont le nom en frison est Nybrêge, signifie « nouveau pont ».

## Histoire
Le village fait successivement partie de la commune d'Heerenveen, puis de celle de Skarsterlân de sa création en 1984 jusqu'à sa dissolution le 1er janvier 2014, enfin de nouveau d'Heerenveen à partir de cette dernière date.

## Démographie
Le 1er janvier 2008, le village comptait 148 habitants.